# Виноградное (Кабардино-Балкария)
Виногра́дное — село в Прохладненском районе Кабардино-Балкарской Республики. Входит в состав муниципального образования «Сельское поселение Ульяновское».

## География
Селение расположено в северо-восточной части Прохладненского района, у правого берега канала имени Ленина. Находится в 3 км к югу от центра сельского поселения — Ульяновское, в 16 км к северо-востоку от районного центра Прохладный и в 80 км от города Нальчик.
Граничит с землями населённых пунктов: Ульяновское на севере, Приближная на юге, Пролетарское на западе и Балтийский на востоке. 
Населённый пункт расположен на наклонной Кабардинской равнине, в равнинной зоне республики. Средние высоты на территории села составляют около 210 метров над уровнем моря. Плоскостная слабо волнистая равнина имеет постепенное общее понижение с северо-запада на юго-восток. В окрестностях села имеются различные бугристые и курганные возвышенности.
Естественная гидрографическая сеть на территории села отсутствует и она представлена в основном магистральным каналом имени Ленина.
Территория муниципального образования расположено в равнинной зоне, в переходной полосе от предгорных чернозёмов к лугово-каштановым почвам. Почвообразующей породой являются — лёссовидные суглинки. Почвенный покров на всей площади почти однороден. По обеспеченности подвижным фосфором относятся к группе низко обеспеченных. Содержание калия повышенное. Реакция почвенного раствора слабощелочная. РН 7,6 — 7,9 благоприятна для роста и развития всех сельскохозяйственных культур умеренных поясов.
Климат влажный умеренный, с тёплым летом и прохладной зимой. Средняя температура воздуха в июле достигает +25,0°С. Средняя температура января составляет около -1,5°С. В целом среднегодовая температура воздуха составляет +11,0°С при среднегодовом количество осадков в 600 мм. Основные ветры восточные и северо-западные. В конце лета возможны суховеи, дующие со стороны Прикаспийской низменности.

## История
Село основано в 1961 году на базе 1-го зерносовхоза «Прималкинский».
В 1962 году посёлок был включён в состав новообразованного Зерносовхозского сельсовета Прохладненского района.
В 1997 году в результате разукрупнения Красносельской сельской администрации, посёлок Виноградный был передан в состав новообразованной Ульяновской сельской администрации (ныне сельское поселение Ульяновское).

## Население
| 2002 | 2010 | 2021 |
| ---- | ---- | ---- |
| 534  | ↘527 | ↘523 |

За межпереписной период (с 2010 по 2021 год) население села уменьшилось на 4 чел. (- 0,76 %).
Национальный состав
По данным Всероссийской переписи населения 2021 года:
| Народ                | Численность, чел. | Доля от всего населения, % |
| -------------------- | ----------------- | -------------------------- |
| турки                | 241               | 46,08 %                    |
| русские              | 227               | 43,40 %                    |
| балкарцы             | 23                | 4,40 %                     |
| кабардинцы (черкесы) | 12                | 2,30 %                     |
| цыгане               | 10                | 1,91 %                     |
| другие               | 10                | 1,91 %                     |
| нет / не указано     | 0                 | 0                          |
| всего                | 523               | 100 %                      |

Половозрастной состав
По данным Всероссийской переписи населения 2010 года:
| Возраст     | Мужчины, чел. | Женщины, чел. | Общая численность, чел. | Доля от всего населения, % |
| ----------- | ------------- | ------------- | ----------------------- | -------------------------- |
| 0 — 14 лет  | 66            | 56            | 122                     | 23,15 %                    |
| 15 — 59 лет | 180           | 159           | 339                     | 64,33 %                    |
| от 60 лет   | 22            | 44            | 66                      | 12,52 %                    |
| Всего       | 268           | 259           | 527                     | 100 %                      |

Мужчины — 268 чел. (50,85 %). Женщины — 259 чел. (49,15 %).
Средний возраст населения — 33,1 лет. Медианный возраст населения — 31,3 лет.
Средний возраст мужчин — 30,5 лет. Медианный возраст мужчин — 30,1 лет.
Средний возраст женщин — 35,7 лет. Медианный возраст женщин — 32,2 лет.

## Инфраструктура
- МКДОУ Начальная школа Детский сад — ул. Мира, 6.

Из-за отсутствия среднеобразовательных учреждений на территории села, школьники едут в соседнее село — Пролетарское.
Остальные объекты социальной инфраструктуры расположены в центре сельского поселение — селе Ульяновское.

## Улицы
На территории села зарегистрировано 6 улиц:

| Виноградная |
| Зелёная     |

| Мира       |
| Молодёжная |

| Садовая |
| Широкий |